# موغنس بيرغ
موغنس بيرغ (بالدنماركية: Mogens Berg)‏ هو لاعب كرة قدم دنماركي في مركز الدفاع، ولد في 8 يونيو 1944 في أودنسه في الدنمارك. شارك مع منتخب الدنمارك لكرة القدم. أما مع النوادي، فقد لعب مع دالاس تورنايدو ودندي يونايتد.

## وصلات خارجية
- موغنس بيرغ على موقع قاعدة بيانات كرة القدم.إي يو (الإنجليزية)
- موغنس بيرغ على موقع ناشيونال فوتبول تيمز (الإنجليزية)